# Yann-Fañch Jacq
Yann-Fañch Jacq (Jean-François Jacq en francés), nacido en Concarneau en 1954, es un autor y editor francés en lengua bretona.
Ha trabajado como técnico, educador, director de colegio y director de un centro de recreo con albergue en Tréglonou. Su experiencia con niños y adolescentes le ha permitido crear y dirigir la editorial Keit Vimp Bev (Tant que nous serons vivants/Mientras estemos vivos) especializada en textos de lengua bretona para la juventud (cómic y novela).
También es redactor en el único semanario que se publica completamente en bretón, Ya!.

## Obra
Escrita por completo bajo su nombre en bretón.

### Romans
- A-berzh Mamm-gozh. Keit vimp bev, 1999. Novela.
- Da fall ha da viken. Keit vimp bev, 2000. Novela.
- Evel ma tro an heol. Keit vimp bev, 2001. Novela.
- Tomm eo bet deomp, Keit vimp bev, 2002. Novela.
- E doare Picasso. Keit vimp bev, 2003.
- Goustadik war al lambig. Keit vimp bev, 2005.
- Laeron ar menezioù du. Keit vimp bev, 2005.

Básicamente se trata de novela policiaca o de temas sociales (adopción, paro, alcoholismo, chantaje, prostitución, erotismo), escritos de forma ligera, con un lenguaje de fácil acceso, pero a veces influenciado por el francés.
- Datos: Q3571600